# Dean James
Dean Ruben James (Países Bajos, 30 de abril de 2000) es un futbolista neerlandés que juega de defensa en el Go Ahead Eagles de la Eredivisie.

## Estadísticas

### Clubes
Actualizado al último partido disputado el 3 de noviembre de 2024.
| Club                           | Div.          | Temporada     | Liga  | Liga  | Copas nacionales | Copas nacionales | Copas internacionales | Copas internacionales | Total | Total |
| Club                           | Div.          | Temporada     | Part. | Goles | Part.            | Goles            | Part.                 | Goles                 | Part. | Goles |
| ------------------------------ | ------------- | ------------- | ----- | ----- | ---------------- | ---------------- | --------------------- | --------------------- | ----- | ----- |
| F. C. Volendam · Países Bajos  | 2.ª           | 2020-21       | 19    | 2     | 0                | 0                | —                     | —                     | 19    | 2     |
| F. C. Volendam · Países Bajos  | 2.ª           | 2021-22       | 26    | 0     | 1                | 0                | —                     | —                     | 27    | 0     |
| F. C. Volendam · Países Bajos  | 1.ª           | 2022-23       | 7     | 0     | 2                | 0                | —                     | —                     | 9     | 0     |
| F. C. Volendam · Países Bajos  | Total club    | Total club    | 52    | 2     | 3                | 0                | 0                     | 0                     | 55    | 2     |
| Go Ahead Eagles · Países Bajos | 1.ª           | 2023-24       | 7     | 0     | 0                | 0                | —                     | —                     | 7     | 0     |
| Go Ahead Eagles · Países Bajos | 1.ª           | 2024-25       | 6     | 0     | 0                | 0                | 2                     | 0                     | 8     | 0     |
| Go Ahead Eagles · Países Bajos | Total club    | Total club    | 13    | 0     | 0                | 0                | 2                     | 0                     | 15    | 0     |
| Total carrera                  | Total carrera | Total carrera | 65    | 2     | 3                | 0                | 2                     | 0                     | 70    | 2     |

## Palmarés

### Títulos nacionales
| Título                   | Club            | País         | Año  |
| ------------------------ | --------------- | ------------ | ---- |
| Copa de los Países Bajos | Go Ahead Eagles | Países Bajos | 2025 |